# Isuzu Citiport
Der Isuzu Citiport ist eine für den europäischen Stadt- und Überlandlinienverkehr entwickelte Omnibus-Baureihe der Anadolu Isuzu einem Joint-Venture der Anadolu-Gruppe aus der Türkei, der Isuzu Motors Limited und der Itochu Corporation aus Japan.

## Allgemeines
Als Citiport 12 wird der zwölf Meter lange, zweiachsige und niederflurige Solobus bezeichnet, die 18 Meter lange, dreiachsige Gelenkversion als Citiport 18. Die Standardversion verfügt über einen 6-Zylinder-Cummins-Dieselmotor mit Turbolader, der beim Solobus 300 PS oder 340 PS und beim Gelenkbus 370 PS leistet. Beide Fahrzeuge sind auch als CNG-Version mit 320 PS-Cummins-Motor und Gastanks auf dem Dach erhältlich.

## Einsatz in Deutschland

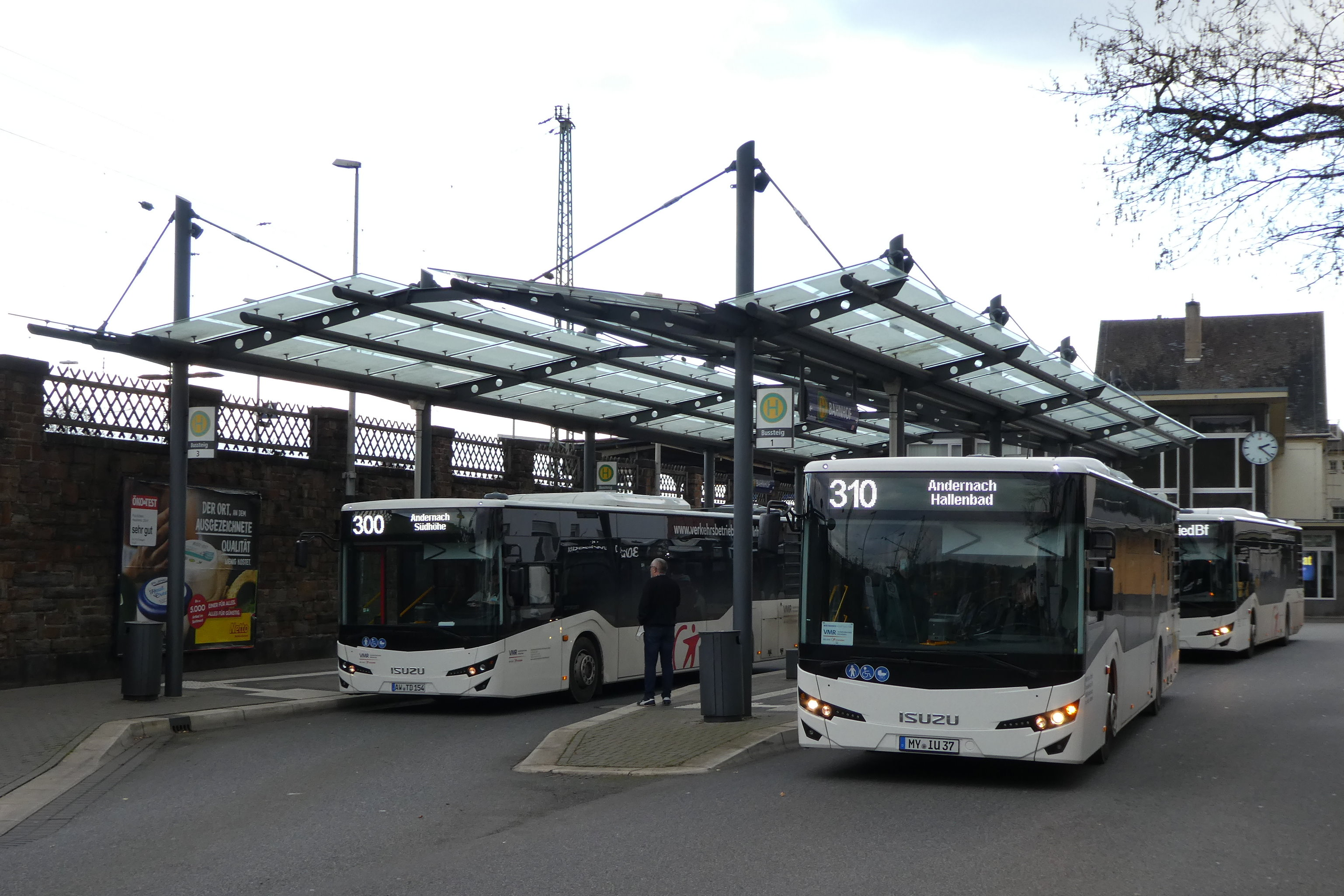
Citiport-Busse am Bahnhofsvorplatz Andernach

Der zur Transdev Group gehörende Verkehrsbetrieb Rhein-Eifel-Mosel hat zum Betrieb von 89 Buslinien im Landkreis Mayen-Koblenz im Jahr 2021 180 Busse vom Typ Citiport beschafft.